# Acacia megalantha
Acacia megalantha é uma espécie de leguminosa do gênero Acacia, pertencente à família Fabaceae.